# Miami Open
Il Miami Open, conosciuto anche come Masters di Miami, è un torneo di tennis maschile e femminile che si disputa sui campi in cemento dell'Hard Rock Stadium di Miami Gardens, in Florida, Stati Uniti, nei mesi di marzo e aprile.
L'evento all'inizio era conosciuto come Lipton International Players Championships. Nel 2000 è stato rinominato per motivi di sponsorizzazione in Ericsson Open. Nel 2002 il nome del torneo è stato cambiato in NASDAQ-100 Open. Nel 2007 ha assunto il nome Sony Ericsson Open, mentre dal 2013 il nome è Sony Open Tennis. Dal 2015 è noto come Miami Open presented by Itaú.
È stato votato dai tennisti come miglior torneo di categoria per 3 volte, dal 1998 al 2000 e ben 6 volte nella categoria superiore dal 2002 al 2006 e nel 2008.

## Storia[1]

### Le origini
L'idea di creare un torneo a Miami emerse nel 1960 e nel 1968 fu inaugurato il WCT Miami Open, torneo riservato ai tennisti uomini che si svolse fino al 1978. Le prime edizioni erano parte del circuito WCT, mentre quelle del 1977 e 1978 furono inserite nel circuito Grand Prix. Era uno dei nove tornei delle Championships Series, la cui importanza veniva subito dopo quella delle prove del Grande Slam. Nel 1980, Butch Buchholz fu posto a capo dell'ATP, l'Association of Tennis Professionals e si impegnò per riportare il grande tennis a Miami, con l'intenzione di dare vita a un torneo che fosse il primo grande evento dell'anno, dal momento in cui l'Australian Open si giocava a dicembre. È per raggiungere questo obiettivo che firmò una partnership con la Lipton che divenne il primo sponsor del nuovo torneo, aperto sia ai tennisti uomini che alle donne. L'evento venne soprannominato "Winter Wimbledon" e vide la sua prima edizione nel febbraio del 1985. Sin dalla sua fondazione il torneo femminile fu organizzato dalla WTA (circuito di tennis femminile). Quello maschile fu nelle prime 5 edizioni inserito nel circuito Grand Prix e dal 1990 fa parte dell'ATP Tour.

### IlLipton International Players Championships
La prima edizione dei Lipton International Players Championships si svolse a Delray Beach e ospitò 84 dei primi 100 giocatori del mondo. Nel complesso partecipavano 128 giocatori e le partite degli uomini venivano giocate al meglio dei cinque set dai quarti di finale in avanti. Tim Mayotte fu il primo vincitore del torneo di Miami, il cui montepremi di 1,8 milioni di dollari era il più alto del circuito dopo Wimbledon e gli US Open. Nel 1986 il torneo si trasferì a Boca West, nei pressi di Boca Raton, e il singolare maschile fu vinto da Ivan Lendl. Nel 1987 fu spostato a Key Biscayne e nel 2019 all'Hard Rock Stadium di Miami Gardens. Dal 1987 fino al 1989 il torneo di Miami si giocò al meglio dei cinque set. Il formato era simile a quello dei quattro tornei del Grande Slam, con il tie-break nel quinto set, come gli US Open. In quei tre anni molti top 10 non presero parte alla manifestazione, come negli Australian Open, che vedeva la partecipazione di 128 giocatori. Nel 1989 ci fu il secondo successo di Ivan Lendl che non giocò la finale con Thomas Muster, investito da un autista ubriaco alla vigilia della finale.

### Il Masters nell'élite del tennis
Nel 1990 la creazione dei tornei Championship Series, precursori degli attuali Masters 1000, determinò una modifica del formato del torneo di Miami. Il lotto dei giocatori venne ridotto a 96 e solo la finale si giocò al meglio dei cinque set. Nella sua prima edizione con la nuova formula il Masters di Miami vide la vittoria del giovane Andre Agassi. Nel 1990 si decise di costruire il campo centrale che persiste tutt'oggi. Nel 1991 la finale venne disputata al meglio dei tre set e venne vinta dallo statunitense Jim Courier. Pochi mesi dopo la Florida fu colpita dall'uragano Andrew causando una battuta d'arresto per la costruzione del campo centrale, che finì nel mese di dicembre. Il torneo cambiò il suo nome in Lipton Championships dal 1993. In quell'anno è di nuovo l'americano Michael Chang a vincere. Un nuovo cambiamento avvenne nel 1995 con il ripristino della finale giocata al meglio dei cinque set. A vincere fu Andre Agassi, per la seconda volta nella sua carriera. Andre vinse anche l'anno seguente approfittando del ritiro nel terzo gioco della finale del croato Goran Ivanišević, vittima di un torcicollo. Il 1997 ha visto il trionfo di Thomas Muster, il primo non americano a vincere a Miami dal 1990. L'austriaco ha vinto lì l'ultimo titolo della sua carriera otto anni dopo la sua prima finale. Dopo le vittorie di Marcelo Ríos nel 1998 e Richard Krajicek nel 1999 si deve aspettare l'edizione del 2000 per vedere il ritorno di un americano tra i vincitori: a trionfare è Pete Sampras. Questo è anche l'anno in cui la Ericsson diventa il partner principale del torneo, in sostituzione della Lipton. Il torneo fu così rinominato Ericsson Open.
Dopo il successo di Pete Sampras è il suo eterno rivale Andre Agassi che si impone in tre occasioni nel 2001, 2002 e 2003, che è ancora oggi il record di titoli consecutivi vinti nel torneo. In tutto Agassi ha vinto sei volte il Masters di Miami. Questo era il record di vittorie in un Masters 1000 fino al 2011, quando Rafael Nadal al Monte Carlo Masters ottenne il suo settimo successo consecutivo. Nel 2002 il torneo di Miami cambia nuovamente nome e diviene il NASDAQ-100 Open. Infine l'edizione del torneo 2004 vede il successo di Andy Roddick, vincitore degli US Open 2003, che approfitta del ritiro per mal di schiena del suo avversario Guillermo Coria nel primo gioco del quarto set. Sempre nel 2004 arriva la prima sfida tra Rafael Nadal e il numero 1 del mondo, Roger Federer. Questo duello è vinto da Rafael Nadal ed è il primo di una lunga serie di scontri di una delle più famose rivalità della storia del tennis.

### Le vittorie dei Big Four
Il Masters di Miami è vinto per la prima volta da uno dei membri dei Big Four nel 2005 con il primo successo di Roger Federer. Quest'ultimo si vendica su Rafael Nadal, mentre l'iberico era in testa 2 set a 0 (2-6, 6-7, 7-6, 6-3, 6-1). Questa partita è stata per molto tempo l'unica in cui lo spagnolo ha perso dopo essere stato avanti 2 set a 0 contro Federer. Ci sono riusciti successivamente Fabio Fognini agli US Open 2015 e Stefanos Tsitsipas agli Australian Open 2021. Roger Federer conserva il suo titolo l'anno successivo, dopo la finale contro Ivan Ljubičić (7-6, 7-6, 7-6). Lo svizzero diventa il primo giocatore a realizzare per due anni consecutivi la doppietta Indian Wells-Miami. Nel 2007 il torneo ha assunto il nome di Sony Ericsson Open ed è il serbo Novak Đoković a vincere contro Guillermo Cañas. Quest'ultimo si era messo in evidenza eliminando per la seconda volta consecutiva il due volte campione uscente Roger Federer. L'anno successivo è stato caratterizzato dal ritorno della finale al meglio dei tre set. Rafael Nadal venne battuto in finale da Nikolaj Davydenko per 6-4, 6-2. Nel 2009 il britannico Andy Murray vinse il titolo contro Novak Djokovic. L'edizione 2010 del torneo è stato caratterizzata dall'assenza, in finale, di uno membri dei Big Four per la prima volta dal 2005. L'americano Andy Roddick vinse per la seconda volta contro il ceco Tomáš Berdych con il punteggio di 7-5, 6-4. Infine nel 2011 Rafael Nadal viene sconfitto per la terza volta nella finale del Masters di Miami. Questa volta è stato Novak Djokovic che lo ha battuto due settimane dopo avere sconfitto lo spagnolo in finale a Indian Wells. Djokovic conservò il suo titolo l'anno seguente battendo Andy Murray in finale. Andy Murray vinse ancora il torneo nel 2013 a scapito di David Ferrer. Nel 2014 Nadal viene sconfitto per la quarta volta in finale, ancora una volta da Djokovic. Nel 2015 Novak Djokovic, battendo in finale Andy Murray per la seconda volta dopo il 2012, è stato il primo tennista nella storia a vincere per tre volte i tornei di Indian Wells e Miami nello stesso anno. Il serbo riesce a difendere il titolo anche l'anno successivo superando in due set Kei Nishikori. Nel 2017 Nadal subisce la sua quinta sconfitta in finale, questa volta a opera di Federer. Nel 2018 per la prima volta dal 2010 nessuno dei Fab Four riesce a conquistare l'accesso alla finale, e il titolo viene vinto da John Isner che supera Alexander Zverev in tre tirati set. L'anno seguente Isner riesce a bissare l'accesso alla finale, ma viene sconfitto da Federer. L'edizione del 2020 non viene disputata a causa della pandemia di COVID-19. Nel 2025 vengono introdotti anche i tornei di padel e wheelchair.

## Albo d'oro

### Maschile

#### Singolare
| Anno | Vincitore                                    | Finalista                                    | Punteggio                                    |
| ---- | -------------------------------------------- | -------------------------------------------- | -------------------------------------------- |
| 1985 | Tim Mayotte                                  | Scott Davis                                  | 4–6, 4–6, 6–3, 6–2, 6–4                      |
| 1986 | Ivan Lendl (1)                               | Mats Wilander                                | 3–6, 6–1, 7–6, 6–4                           |
| 1987 | Miloslav Mečíř                               | Ivan Lendl                                   | 7–5, 6–2, 7–5                                |
| 1988 | Mats Wilander                                | Jimmy Connors                                | 6–4, 4–6, 6–4, 6–4                           |
| 1989 | Ivan Lendl (2)                               | Thomas Muster                                | walkover                                     |
| 1990 | Andre Agassi (1)                             | Stefan Edberg                                | 6–1, 6–4, 0–6, 6–2                           |
| 1991 | Jim Courier                                  | David Wheaton                                | 4–6, 6–3, 6–4                                |
| 1992 | Michael Chang                                | Alberto Mancini                              | 7–5, 7–5                                     |
| 1993 | Pete Sampras (1)                             | MaliVai Washington                           | 6–3, 6–2                                     |
| 1994 | Pete Sampras (2)                             | Andre Agassi                                 | 5–7, 6–3, 6–3                                |
| 1995 | Andre Agassi (2)                             | Pete Sampras                                 | 3–6, 6–2, 7–6(3)                             |
| 1996 | Andre Agassi (3)                             | Goran Ivanišević                             | 3–0 ritirato                                 |
| 1997 | Thomas Muster                                | Sergi Bruguera                               | 7–6(6), 6–3, 6–1                             |
| 1998 | Marcelo Ríos                                 | Andre Agassi                                 | 7–5, 6–3, 6–4                                |
| 1999 | Richard Krajicek                             | Sébastien Grosjean                           | 4–6, 6–1, 6–2, 7–5                           |
| 2000 | Pete Sampras (3)                             | Gustavo Kuerten                              | 6–1, 6(2)–7, 7–6(5), 7–6(8)                  |
| 2001 | Andre Agassi (4)                             | Jan-Michael Gambill                          | 7–6(4), 6–1, 6–0                             |
| 2002 | Andre Agassi (5)                             | Roger Federer                                | 6–3, 6–3, 3–6, 6–4                           |
| 2003 | Andre Agassi (6)                             | Carlos Moyá                                  | 6–3, 6–3                                     |
| 2004 | Andy Roddick (1)                             | Guillermo Coria                              | 6(2)–7, 6–3, 6–1, ritirato                   |
| 2005 | Roger Federer (1)                            | Rafael Nadal                                 | 2–6, 6(4)–7, 7–6(5), 6–3, 6–1                |
| 2006 | Roger Federer (2)                            | Ivan Ljubičić                                | 7–6(5), 7–6(4), 7–6(6)                       |
| 2007 | Novak Đoković (1)                            | Guillermo Cañas                              | 6–3, 6–2, 6–4                                |
| 2008 | Nikolaj Davydenko                            | Rafael Nadal                                 | 6–4, 6–2                                     |
| 2009 | Andy Murray (1)                              | Novak Đoković                                | 6–2, 7–5                                     |
| 2010 | Andy Roddick (2)                             | Tomáš Berdych                                | 7–5, 6–4                                     |
| 2011 | Novak Đoković (2)                            | Rafael Nadal                                 | 4–6, 6–3, 7–6(4)                             |
| 2012 | Novak Đoković (3)                            | Andy Murray                                  | 6–1, 7–6(4)                                  |
| 2013 | Andy Murray (2)                              | David Ferrer                                 | 2–6, 6–4, 7–6(1)                             |
| 2014 | Novak Đoković (4)                            | Rafael Nadal                                 | 6–3, 6–3                                     |
| 2015 | Novak Đoković (5)                            | Andy Murray                                  | 7–6(3), 4–6, 6–0                             |
| 2016 | Novak Đoković (6)                            | Kei Nishikori                                | 6–3, 6–3                                     |
| 2017 | Roger Federer (3)                            | Rafael Nadal                                 | 6–3, 6–4                                     |
| 2018 | John Isner                                   | Alexander Zverev                             | 6(4)–7, 6–4, 6–4                             |
| 2019 | Roger Federer (4)                            | John Isner                                   | 6–1, 6–4                                     |
| 2020 | Annullato a causa della pandemia di COVID-19 | Annullato a causa della pandemia di COVID-19 | Annullato a causa della pandemia di COVID-19 |
| 2021 | Hubert Hurkacz                               | Jannik Sinner                                | 7–6(4), 6–4                                  |
| 2022 | Carlos Alcaraz                               | Casper Ruud                                  | 7–5, 6–4                                     |
| 2023 | Daniil Medvedev                              | Jannik Sinner                                | 7–5, 6–3                                     |
| 2024 | Jannik Sinner                                | Grigor Dimitrov                              | 6–3, 6–1                                     |
| 2025 | Jakub Menšík                                 | Novak Đoković                                | 7–6(4), 7–6(4)                               |

#### Doppio
| Anno | Vincitore                                    | Finalista                                    | Punteggio                                    |
| ---- | -------------------------------------------- | -------------------------------------------- | -------------------------------------------- |
| 1985 | Paul Annacone (1) Christo van Rensburg (1)   | Sherwood Stewart Kim Warwick                 | 7–5, 7–5, 6–4                                |
| 1986 | Brad Gilbert Vince Van Patten                | Stefan Edberg Anders Järryd                  | walkover                                     |
| 1987 | Paul Annacone (2) Christo van Rensburg (2)   | Ken Flach Robert Seguso                      | 6–2, 6–4, 6–4                                |
| 1988 | John Fitzgerald Anders Järryd (1)            | Ken Flach Robert Seguso                      | 7–6, 6–1, 7–5                                |
| 1989 | Jakob Hlasek Anders Järryd (2)               | Jim Grabb Patrick McEnroe                    | 6–3, ritirati                                |
| 1990 | Rick Leach (1) Jim Pugh                      | Boris Becker Cássio Motta                    | 6–4, 3–6, 6–3                                |
| 1991 | Wayne Ferreira Piet Norval                   | Ken Flach Robert Seguso                      | 5–7, 7–6, 6–2                                |
| 1992 | Ken Flach Todd Witsken                       | Kent Kinnear Sven Salumaa                    | 6–4, 6–3                                     |
| 1993 | Richard Krajicek Jan Siemerink               | Patrick McEnroe Jonathan Stark               | 6–7, 6–4, 7–6                                |
| 1994 | Jacco Eltingh Paul Haarhuis                  | Mark Knowles Jared Palmer                    | 7–6, 7–6                                     |
| 1995 | Todd Woodbridge (1) Mark Woodforde (1)       | Jim Grabb Patrick McEnroe                    | 6–3, 7–6                                     |
| 1996 | Todd Woodbridge (2) Mark Woodforde (2)       | Ellis Ferreira Patrick Galbraith             | 6–1, 6–3                                     |
| 1997 | Todd Woodbridge (3) Mark Woodforde (3)       | Mark Knowles Daniel Nestor                   | 7–6, 7–6                                     |
| 1998 | Ellis Ferreira Rick Leach (2)                | Alex O'Brien Jonathan Stark                  | 6–2, 6–4                                     |
| 1999 | Wayne Black (1) Sandon Stolle                | Boris Becker Jan-Michael Gambill             | 6–1, 6–1                                     |
| 2000 | Todd Woodbridge (4) Mark Woodforde (4)       | Martin Damm Dominik Hrbatý                   | 6–3, 6–4                                     |
| 2001 | Jiří Novák David Rikl                        | Jonas Björkman Todd Woodbridge               | 7–5, 7–6(3)                                  |
| 2002 | Mark Knowles Daniel Nestor                   | Donald Johnson Jared Palmer                  | 6–3, 3–6, 6–1                                |
| 2003 | Roger Federer Maks Mirny (1)                 | Leander Paes David Rikl                      | 7–5, 6–3                                     |
| 2004 | Wayne Black (2) Kevin Ullyett                | Jonas Björkman Todd Woodbridge               | 6–2, 7–6(12)                                 |
| 2005 | Jonas Björkman (1) Maks Mirny (2)            | Wayne Black Kevin Ullyett                    | 6–1, 6–2                                     |
| 2006 | Jonas Björkman (2) Maks Mirny (3)            | Bob Bryan Mike Bryan                         | 6–4, 6–4                                     |
| 2007 | Bob Bryan (1) Mike Bryan (1)                 | Martin Damm Leander Paes                     | 6(7)–7, 6–3, [10–7]                          |
| 2008 | Bob Bryan (2) Mike Bryan (2)                 | Mahesh Bhupathi Mark Knowles                 | 6–2, 6–2                                     |
| 2009 | Maks Mirny (4) Andy Ram                      | Ashley Fisher Stephen Huss                   | 6(4)–7, 6–2, [10–7]                          |
| 2010 | Lukáš Dlouhý Leander Paes (1)                | Mahesh Bhupathi Maks Mirny                   | 6–2, 7–5                                     |
| 2011 | Mahesh Bhupathi Leander Paes (2)             | Maks Mirny Daniel Nestor                     | 6(5)–7, 6–2, [10–5]                          |
| 2012 | Leander Paes (3) Radek Štěpánek              | Maks Mirny Daniel Nestor                     | 3–6, 6–1, [10–8]                             |
| 2013 | Aisam-ul-Haq Qureshi Jean-Julien Rojer       | Mariusz Fyrstenberg Marcin Matkowski         | 6–4, 6–1                                     |
| 2014 | Bob Bryan (3) Mike Bryan (3)                 | Juan Sebastián Cabal Robert Farah            | 7–6(8), 6–4                                  |
| 2015 | Bob Bryan (4) Mike Bryan (4)                 | Vasek Pospisil Jack Sock                     | 6–3, 1–6, [10–8]                             |
| 2016 | Pierre-Hugues Herbert Nicolas Mahut          | Raven Klaasen Rajeev Ram                     | 5–7, 6–1, [10–7]                             |
| 2017 | Łukasz Kubot Marcelo Melo                    | Nicholas Monroe Jack Sock                    | 7–5, 6–3                                     |
| 2018 | Bob Bryan (5) Mike Bryan (5)                 | Karen Khachanov Andrey Rublev                | 4–6, 7–6(5), [10–4]                          |
| 2019 | Bob Bryan (6) Mike Bryan (6)                 | Wesley Koolhof Stefanos Tsitsipas            | 7–5, 7–6(8)                                  |
| 2020 | Annullato a causa della pandemia di COVID-19 | Annullato a causa della pandemia di COVID-19 | Annullato a causa della pandemia di COVID-19 |
| 2021 | Nikola Mektić Mate Pavić (1)                 | Daniel Evans Neal Skupski                    | 6–4, 6–4                                     |
| 2022 | Hubert Hurkacz John Isner                    | Wesley Koolhof Neal Skupski                  | 7–6(5), 6–4                                  |
| 2023 | Santiago González Édouard Roger-Vasselin     | Austin Krajicek Nicolas Mahut                | 7–6(4), 7–5                                  |
| 2024 | Rohan Bopanna Matthew Ebden                  | Ivan Dodig Austin Krajicek                   | 6(3)–7, 6–3, [10–6]                          |
| 2025 | Marcelo Arévalo Mate Pavić (2)               | Lloyd Glasspool Julian Cash                  | 7–6(3), 6–3                                  |

### Femminile

#### Singolare
| Anno | Categoria                                    | Vincitrice                                   | Finalista                                    | Punteggio                                    |
| ---- | -------------------------------------------- | -------------------------------------------- | -------------------------------------------- | -------------------------------------------- |
| 1985 | WTA Tour                                     | Martina Navrátilová                          | Chris Evert                                  | 6–2, 6–4                                     |
| 1986 | WTA Tour                                     | Chris Evert                                  | Steffi Graf                                  | 6–4, 6–2                                     |
| 1987 | WTA Tour                                     | Steffi Graf (1)                              | Chris Evert                                  | 6–1, 6–2                                     |
| 1988 | Tier I                                       | Steffi Graf (2)                              | Chris Evert                                  | 6–4, 6–4                                     |
| 1989 | Tier I                                       | Gabriela Sabatini                            | Chris Evert                                  | 6–1, 4–6, 6–2                                |
| 1990 | Tier I                                       | Monica Seles (1)                             | Judith Wiesner                               | 6–1, 6–2                                     |
| 1991 | Tier I                                       | Monica Seles (2)                             | Gabriela Sabatini                            | 6–3, 7–5                                     |
| 1992 | Tier I                                       | Arantxa Sánchez Vicario (1)                  | Gabriela Sabatini                            | 6–1, 6–4                                     |
| 1993 | Tier I                                       | Arantxa Sánchez Vicario (2)                  | Steffi Graf                                  | 6–4, 3–6, 6–3                                |
| 1994 | Tier I                                       | Steffi Graf (3)                              | Nataša Zvereva                               | 4–6, 6–1, 6–2                                |
| 1995 | Tier I                                       | Steffi Graf (4)                              | Kimiko Date                                  | 6–1, 6–4                                     |
| 1996 | Tier I                                       | Steffi Graf (5)                              | Chanda Rubin                                 | 6–1, 6–3                                     |
| 1997 | Tier I                                       | Martina Hingis (1)                           | Monica Seles                                 | 6–2, 6–1                                     |
| 1998 | Tier I                                       | Venus Williams (1)                           | Anna Kurnikova                               | 2–6, 6–4, 6–1                                |
| 1999 | Tier I                                       | Venus Williams (2)                           | Serena Williams                              | 6–1, 4–6, 6–4                                |
| 2000 | Tier I                                       | Martina Hingis (2)                           | Lindsay Davenport                            | 6–3, 6–2                                     |
| 2001 | Tier I                                       | Venus Williams (3)                           | Jennifer Capriati                            | 4–6, 6–1, 7–6(4)                             |
| 2002 | Tier I                                       | Serena Williams (1)                          | Jennifer Capriati                            | 7–5, 7–6(4)                                  |
| 2003 | Tier I                                       | Serena Williams (2)                          | Jennifer Capriati                            | 4–6, 6–4, 6–1                                |
| 2004 | Tier I                                       | Serena Williams (3)                          | Elena Dement'eva                             | 6–1, 6–1                                     |
| 2005 | Tier I                                       | Kim Clijsters (1)                            | Marija Šarapova                              | 6–3, 7–5                                     |
| 2006 | Tier I                                       | Svetlana Kuznecova                           | Marija Šarapova                              | 6–4, 6–3                                     |
| 2007 | Tier I                                       | Serena Williams (4)                          | Justine Henin                                | 0–6, 7–5, 6–3                                |
| 2008 | Tier I                                       | Serena Williams (5)                          | Jelena Janković                              | 6–1, 5–7, 6–3                                |
| 2009 | Mandatory                                    | Viktoryja Azaranka (1)                       | Serena Williams                              | 6–3, 6–1                                     |
| 2010 | Mandatory                                    | Kim Clijsters (2)                            | Venus Williams                               | 6–2, 6–1                                     |
| 2011 | Mandatory                                    | Viktoryja Azaranka (2)                       | Marija Šarapova                              | 6–1, 6–4                                     |
| 2012 | Mandatory                                    | Agnieszka Radwańska                          | Marija Šarapova                              | 7–5, 6–4                                     |
| 2013 | Mandatory                                    | Serena Williams (6)                          | Marija Šarapova                              | 4–6, 6–3, 6–0                                |
| 2014 | Mandatory                                    | Serena Williams (7)                          | Li Na                                        | 7–5, 6–1                                     |
| 2015 | Mandatory                                    | Serena Williams (8)                          | Carla Suárez Navarro                         | 6–2, 6–0                                     |
| 2016 | Mandatory                                    | Viktoryja Azaranka (3)                       | Svetlana Kuznecova                           | 6–3, 6–2                                     |
| 2017 | Mandatory                                    | Johanna Konta                                | Caroline Wozniacki                           | 6–4, 6–3                                     |
| 2018 | Mandatory                                    | Sloane Stephens                              | Jeļena Ostapenko                             | 7–6(5), 6–1                                  |
| 2019 | Mandatory                                    | Ashleigh Barty (1)                           | Karolína Plíšková                            | 7–6(1), 6–3                                  |
| 2020 | Annullato a causa della pandemia di COVID-19 | Annullato a causa della pandemia di COVID-19 | Annullato a causa della pandemia di COVID-19 | Annullato a causa della pandemia di COVID-19 |
| 2021 | WTA 1000                                     | Ashleigh Barty (2)                           | Bianca Andreescu                             | 6–3, 4–0 rit.                                |
| 2022 | WTA 1000                                     | Iga Świątek                                  | Naomi Ōsaka                                  | 6–4, 6–0                                     |
| 2023 | WTA 1000                                     | Petra Kvitová                                | Elena Rybakina                               | 7–6(14), 6–2                                 |
| 2024 | WTA 1000                                     | Danielle Collins                             | Elena Rybakina                               | 7–5, 6–3                                     |
| 2025 | WTA 1000                                     | Aryna Sabalenka                              | Jessica Pegula                               | 7–5, 6–2                                     |

#### Doppio
| Anno | Categoria                                    | Vincitrici                                     | Finaliste                                    | Punteggio                                    |
| ---- | -------------------------------------------- | ---------------------------------------------- | -------------------------------------------- | -------------------------------------------- |
| 1985 | WTA Tour                                     | Gigi Fernández (1) Martina Navrátilová (1)     | Kathy Jordan Hana Mandlíková                 | 7–6(4), 6–2                                  |
| 1986 | WTA Tour                                     | Pam Shriver Helena Suková (1)                  | Chris Evert Wendy Turnbull                   | 6–2, 6–3                                     |
| 1987 | WTA Tour                                     | Martina Navrátilová (2) Pam Shriver (2)        | Claudia Kohde Kilsch Helena Suková           | 6–3, 7–6(6)                                  |
| 1988 | Tier I                                       | Steffi Graf Gabriela Sabatini                  | Gigi Fernández Zina Garrison                 | 7–6(6), 6–3                                  |
| 1989 | Tier I                                       | Jana Novotná (1) Helena Suková (2)             | Gigi Fernández Lori McNeil                   | 7–6(5), 6–4                                  |
| 1990 | Tier I                                       | Jana Novotná (2) Helena Suková (3)             | Betsy Nagelsen Robin White                   | 6–4, 6–3                                     |
| 1991 | Tier I                                       | Mary Joe Fernández Zina Garrison               | Gigi Fernández Jana Novotná                  | 7–5, 6–2                                     |
| 1992 | Tier I                                       | Larisa Neiland (1) Arantxa Sánchez Vicario (1) | Jill Hetherington Kathy Rinaldi              | 7–5, 5–7, 6–3                                |
| 1993 | Tier I                                       | Larisa Neiland (2) Jana Novotná (3)            | Jill Hetherington Kathy Rinaldi              | 6–2, 7–5                                     |
| 1994 | Tier I                                       | Gigi Fernández (2) Nataša Zvereva              | Patty Fendick Meredith McGrath               | 6–3, 6–1                                     |
| 1995 | Tier I                                       | Jana Novotná (4) Arantxa Sánchez Vicario (2)   | Gigi Fernández Nataša Zvereva                | 7–5, 2–6, 6–3                                |
| 1996 | Tier I                                       | Jana Novotná (5) Arantxa Sánchez Vicario (3)   | Meredith McGrath Larisa Neiland              | 6–4, 6–4                                     |
| 1997 | Tier I                                       | Arantxa Sánchez Vicario (4) Nataša Zvereva (2) | Sabine Appelmans Miriam Oremans              | 6–4, 6–2                                     |
| 1998 | Tier I                                       | Martina Hingis (1) Jana Novotná (6)            | Arantxa Sánchez Vicario Nataša Zvereva       | 6–2, 3–6, 6–3                                |
| 1999 | Tier I                                       | Martina Hingis (2) Jana Novotná (7)            | Mary Joe Fernández Monica Seles              | 0–6, 6–4, 7–6(1)                             |
| 2000 | Tier I                                       | Julie Halard-Decugis Ai Sugiyama (1)           | Nicole Arendt Manon Bollegraf                | 4–6, 7–5, 6–4                                |
| 2001 | Tier I                                       | Arantxa Sánchez Vicario (5) Nathalie Tauziat   | Lisa Raymond Rennae Stubbs                   | 6–0, 6–4                                     |
| 2002 | Tier I                                       | Lisa Raymond (1) Rennae Stubbs                 | Virginia Ruano Pascual Paola Suárez          | 7–6(4), 6(4)–7, 6–3                          |
| 2003 | Tier I                                       | Liezel Huber Magdalena Maleeva                 | Shinobu Asagoe Nana Miyagi                   | 6–4, 3–6, 7–5                                |
| 2004 | Tier I                                       | Nadia Petrova (1) Meghann Shaughnessy          | Svetlana Kuznecova Elena Lichovceva          | 6–2, 6–3                                     |
| 2005 | Tier I                                       | Svetlana Kuznecova (1) Alicia Molik            | Lisa Raymond Rennae Stubbs                   | 7–5, 6(5)–7, 6–2                             |
| 2006 | Tier I                                       | Lisa Raymond (2) Samantha Stosur (1)           | Liezel Huber Martina Navrátilová             | 6–4, 7–5                                     |
| 2007 | Tier I                                       | Lisa Raymond (3) Samantha Stosur (2)           | Cara Black Liezel Huber                      | 6–4, 3–6, [10–2]                             |
| 2008 | Tier I                                       | Katarina Srebotnik (1) Ai Sugiyama (2)         | Cara Black Liezel Huber                      | 7–5, 4–6, [10–3]                             |
| 2009 | Mandatory                                    | Svetlana Kuznecova (2) Amélie Mauresmo         | Květa Peschke Lisa Raymond                   | 4–6, 6–3, [10–3]                             |
| 2010 | Mandatory                                    | Gisela Dulko Flavia Pennetta                   | Samantha Stosur Nadia Petrova                | 6–3, 4–6, [10–7]                             |
| 2011 | Mandatory                                    | Daniela Hantuchová Agnieszka Radwańska         | Liezel Huber Nadia Petrova                   | 7–6(5), 2–6, [10–8]                          |
| 2012 | Mandatory                                    | Marija Kirilenko Nadia Petrova (2)             | Sara Errani Roberta Vinci                    | 7–6(0), 4–6, [10–4]                          |
| 2013 | Mandatory                                    | Nadia Petrova (3) Katarina Srebotnik (2)       | Lisa Raymond Laura Robson                    | 6–1, 7–6(2)                                  |
| 2014 | Mandatory                                    | Martina Hingis (3) Sabine Lisicki              | Ekaterina Makarova Elena Vesnina             | 4–6, 6–4, [10–5]                             |
| 2015 | Mandatory                                    | Martina Hingis (4) Sania Mirza                 | Ekaterina Makarova Elena Vesnina             | 7–5, 6–1                                     |
| 2016 | Mandatory                                    | Bethanie Mattek-Sands (1) Lucie Šafářová       | Tímea Babos Jaroslava Švedova                | 6–3, 6–4                                     |
| 2017 | Mandatory                                    | Gabriela Dabrowski Xu Yifan                    | Sania Mirza Barbora Strýcová                 | 6–4, 6–3                                     |
| 2018 | Mandatory                                    | Ashleigh Barty Coco Vandeweghe                 | Barbora Krejčíková Kateřina Siniaková        | 6–2, 6–1                                     |
| 2019 | Mandatory                                    | Elise Mertens Aryna Sabalenka                  | Samantha Stosur Zhang Shuai                  | 7–6(5), 6–2                                  |
| 2020 | Annullato a causa della pandemia di COVID-19 | Annullato a causa della pandemia di COVID-19   | Annullato a causa della pandemia di COVID-19 | Annullato a causa della pandemia di COVID-19 |
| 2021 | WTA 1000                                     | Shūko Aoyama Ena Shibahara                     | Hayley Carter Luisa Stefani                  | 6–2, 7–5                                     |
| 2022 | WTA 1000                                     | Laura Siegemund Vera Zvonarëva                 | Veronika Kudermetova Elise Mertens           | 7–6(3), 7–5                                  |
| 2023 | WTA 1000                                     | Coco Gauff Jessica Pegula                      | Leylah Fernandez Taylor Townsend             | 7–6(6), 6–2                                  |
| 2024 | WTA 1000                                     | Sofia Kenin Bethanie Mattek-Sands (2)          | Gabriela Dabrowski Erin Routliffe            | 4–6, 7–6(5), [11–9]                          |
| 2025 | WTA 1000                                     | Mirra Andreeva Diana Šnajder                   | Cristina Bucșa Miyu Katō                     | 6–3, 6(5)–7, [10–2]                          |

### Doppio misto
Il torneo di doppio misto è stato disputato due volte, nella prima edizione del torneo del 1985, si imposero Heinz Günthardt e Martina Navrátilová. Nella seconda edizione del 1987 prevalsero Jana Novotna e Miloslav Mecir.

## Classifica giocatori per titoli vinti

### Maschile
| Nazionalità    | Tennista          | Vittorie | Anni                               |
| -------------- | ----------------- | -------- | ---------------------------------- |
| Stati Uniti    | Andre Agassi      | 6        | 1990, 1995, 1996, 2001, 2002, 2003 |
| Serbia         | Novak Đoković     | 6        | 2007, 2011, 2012, 2014, 2015, 2016 |
| Svizzera       | Roger Federer     | 4        | 2005, 2006, 2017, 2019             |
| Stati Uniti    | Pete Sampras      | 3        | 1993, 1994, 2000                   |
| Cecoslovacchia | Ivan Lendl        | 2        | 1986, 1989                         |
| Stati Uniti    | Andy Roddick      | 2        | 2004, 2010                         |
| Regno Unito    | Andy Murray       | 2        | 2009, 2013                         |
| Stati Uniti    | Tim Mayotte       | 1        | 1985                               |
| Cecoslovacchia | Miloslav Mečíř    | 1        | 1987                               |
| Svezia         | Mats Wilander     | 1        | 1988                               |
| Stati Uniti    | Jim Courier       | 1        | 1991                               |
| Stati Uniti    | Michael Chang     | 1        | 1992                               |
| Austria        | Thomas Muster     | 1        | 1997                               |
| Cile           | Marcelo Ríos      | 1        | 1998                               |
| Paesi Bassi    | Richard Krajicek  | 1        | 1999                               |
| Russia         | Nikolaj Davydenko | 1        | 2008                               |
| Stati Uniti    | John Isner        | 1        | 2018                               |
| Polonia        | Hubert Hurkacz    | 1        | 2021                               |
| Spagna         | Carlos Alcaraz    | 1        | 2022                               |
| Russia         | Daniil Medvedev   | 1        | 2023                               |
| Italia         | Jannik Sinner     | 1        | 2024                               |
| Rep. Ceca      | Jakub Menšík      | 1        | 2025                               |

### Femminile
| Nazionalità | Tennista                | Vittorie | Anni                                           |
| ----------- | ----------------------- | -------- | ---------------------------------------------- |
| Stati Uniti | Serena Williams         | 8        | 2002, 2003, 2004, 2007, 2008, 2013, 2014, 2015 |
| Germania    | Steffi Graf             | 5        | 1987, 1988, 1994, 1995, 1996                   |
| Stati Uniti | Venus Williams          | 3        | 1998, 1999, 2001                               |
| Bielorussia | Viktoryja Azaranka      | 3        | 2009, 2011, 2016                               |
| Jugoslavia  | Monica Seles            | 2        | 1990, 1991                                     |
| Spagna      | Arantxa Sánchez Vicario | 2        | 1992, 1993                                     |
| Svizzera    | Martina Hingis          | 2        | 1997, 2000                                     |
| Belgio      | Kim Clijsters           | 2        | 2005, 2010                                     |
| Australia   | Ashleigh Barty          | 2        | 2019, 2021                                     |
| Stati Uniti | Martina Navrátilová     | 1        | 1985                                           |
| Stati Uniti | Chris Evert             | 1        | 1986                                           |
| Argentina   | Gabriela Sabatini       | 1        | 1989                                           |
| Russia      | Svetlana Kuznecova      | 1        | 2006                                           |
| Polonia     | Agnieszka Radwańska     | 1        | 2012                                           |
| Regno Unito | Johanna Konta           | 1        | 2017                                           |
| Stati Uniti | Sloane Stephens         | 1        | 2018                                           |
| Polonia     | Iga Świątek             | 1        | 2022                                           |
| Rep. Ceca   | Petra Kvitová           | 1        | 2023                                           |
| Stati Uniti | Danielle Collins        | 1        | 2024                                           |
| Bielorussia | Aryna Sabalenka         | 1        | 2025                                           |

## Record
- Maggior numero di vittorie maschili: Andre Agassi, Novak Đoković (6)
- Maggior numero di vittorie femminili: Serena Williams (8)
- Maggior numero di finali maschili: Andre Agassi (8)
- Maggior numero di finali femminili:Serena Williams (10)

Tra gli atleti italiani, i migliori risultati ottenuti sono quelli di Jannik Sinner (vincitore nel singolare maschile nel 2024 e finalista nel 2021 e 2023); di Flavia Pennetta (vincitrice nel doppio femminile, con Gisela Dulko, nel 2010); e di Sara Errani e Roberta Vinci (finaliste nel doppio femminile nel 2012). 
|                                                     | Giocatore                                                            | Record                                 | Anno                                                                  |
| Maggior numero di titoli nel singolare              | Maggior numero di titoli nel singolare                               | Maggior numero di titoli nel singolare | Maggior numero di titoli nel singolare                                |
| --------------------------------------------------- | -------------------------------------------------------------------- | -------------------------------------- | --------------------------------------------------------------------- |
| Singolare maschile                                  | Andre Agassi Novak Đoković                                           | 6                                      | 1990, 1995, 1996, 2001, 2002, 2003 2007, 2011, 2012, 2014, 2015, 2016 |
| Singolare femminile                                 | Serena Williams                                                      | 8                                      | 2002, 2003, 2004, 2007, 2008, 2013, 2014, 2015                        |
| Maggior numero di titolo consecutivi                |                                                                      |                                        |                                                                       |
| Singolare maschile                                  | Andre Agassi Novak Đoković                                           | 3                                      | 2001, 2002, 2003 2014, 2015, 2016                                     |
| Singolare femminile                                 | Steffi Graf Serena Williams                                          | 3                                      | 1994, 1995, 1996 2002, 2003, 2004; 2013, 2014, 2015                   |
| Maggior numero di partite vinte                     |                                                                      |                                        |                                                                       |
| Singolare maschile                                  | Andre Agassi                                                         | 20                                     | 2001, 2002, 2003, 2004                                                |
| Singolare femminile                                 | Steffi Graf Venus Williams                                           | 22                                     | 1994, 1995, 1996, 1999 1998, 1999, 2001, 2002                         |
| Maggiori numero di volte da testa di serie numero 1 |                                                                      |                                        |                                                                       |
| Singolare maschile                                  | Roger Federer                                                        | 7                                      | 2004, 2005, 2006, 2007, 2008, 2010, 2018                              |
| Singolare femminile                                 | Serena Williams                                                      | 7                                      | 2003, 2004, 2009, 2013, 2014, 2015, 2016                              |
| Finalista senza testa di serie                      |                                                                      |                                        |                                                                       |
| Singolare maschile                                  | Sébastien Grosjean David Wheaton Tim Mayotte (vincitore) Scott Davis | –                                      | 1999 1991 1985                                                        |
| Singolare femminile                                 | Kim Clijsters (vincitrice) Danielle Collins (vincitrice)             | –                                      | 2005 2024                                                             |
| Vincitori più giovani e più vecchi                  |                                                                      |                                        |                                                                       |
| Più giovane vincitore del singolare maschile        | Novak Đoković                                                        | 19 anni, 316 giorni                    | 2007                                                                  |
| Più giovane vincitrice del singolare femminile      | Monica Seles                                                         | 16 anni, 111 giorni                    | 1990                                                                  |
| Più vecchio vincitore del singolare maschile        | Roger Federer                                                        | 37 anni, 241 giorni                    | 2019                                                                  |
| Più vecchia vincitrice del singolare femminile      | Serena Williams                                                      | 33 anni, 190 giorni                    | 2015                                                                  |
| Maggior numero di finali conquistate                |                                                                      |                                        |                                                                       |
| Singolare maschile                                  | Andre Agassi                                                         | 8                                      | 1990, 1994, 1995, 1996, 1998, 2001, 2002, 2003                        |
| Singolare femminile                                 | Serena Williams                                                      | 10                                     | 1999, 2002, 2003, 2004, 2007, 2008, 2009, 2013, 2014, 2015            |
| Maggior numero di titolo nel doppio (squadre)       |                                                                      |                                        |                                                                       |
| Doppio maschile                                     | Bryan / Bryan                                                        | 6                                      | 2007, 2008, 2015, 2016, 2018, 2019                                    |
| Doppio femminile                                    | Novotná / Suková Novotná / Sánchez Novotná / Hingis Raymond / Stosur | 2                                      | 1989, 1990 1995, 1996 1998, 1999 2006, 2007                           |
| Maggior numero di titolo nel doppio (individuali)   |                                                                      |                                        |                                                                       |
| Doppio maschile                                     | Bob Bryan Mike Bryan                                                 | 6                                      | 2007, 2008, 2015, 2016, 2018, 2019                                    |
| Doppio femminile                                    | Jana Novotná                                                         | 7                                      | 1989, 1990, 1993, 1995, 1996, 1998, 1999                              |